# Oecetis fasciata
Oecetis fasciata är en nattsländeart som beskrevs av Johannes-Antoine Lestage 1919. Oecetis fasciata ingår i släktet Oecetis och familjen långhornssländor. Inga underarter finns listade i Catalogue of Life.